# Kanton Annemasse-Sud
Kanton Annemasse-Sud is een voormalig kanton van het Franse departement Haute-Savoie. Kanton Annemasse-Sud maakte deel uit van het arrondissement Saint-Julien-en-Genevois en telde 43.749 inwoners in 2007.
Het werd opgeheven bij decreet van 13 februari 2014, met uitwerking op 22 maart 2015.

## Gemeenten
Het kanton Annemasse-Sud omvatte de volgende gemeenten:
- Annemasse (deels, hoofdplaats)
- Arthaz-Pont-Notre-Dame
- Bonne
- Étrembières
- Gaillard
- Vétraz-Monthoux